# Bat Galim

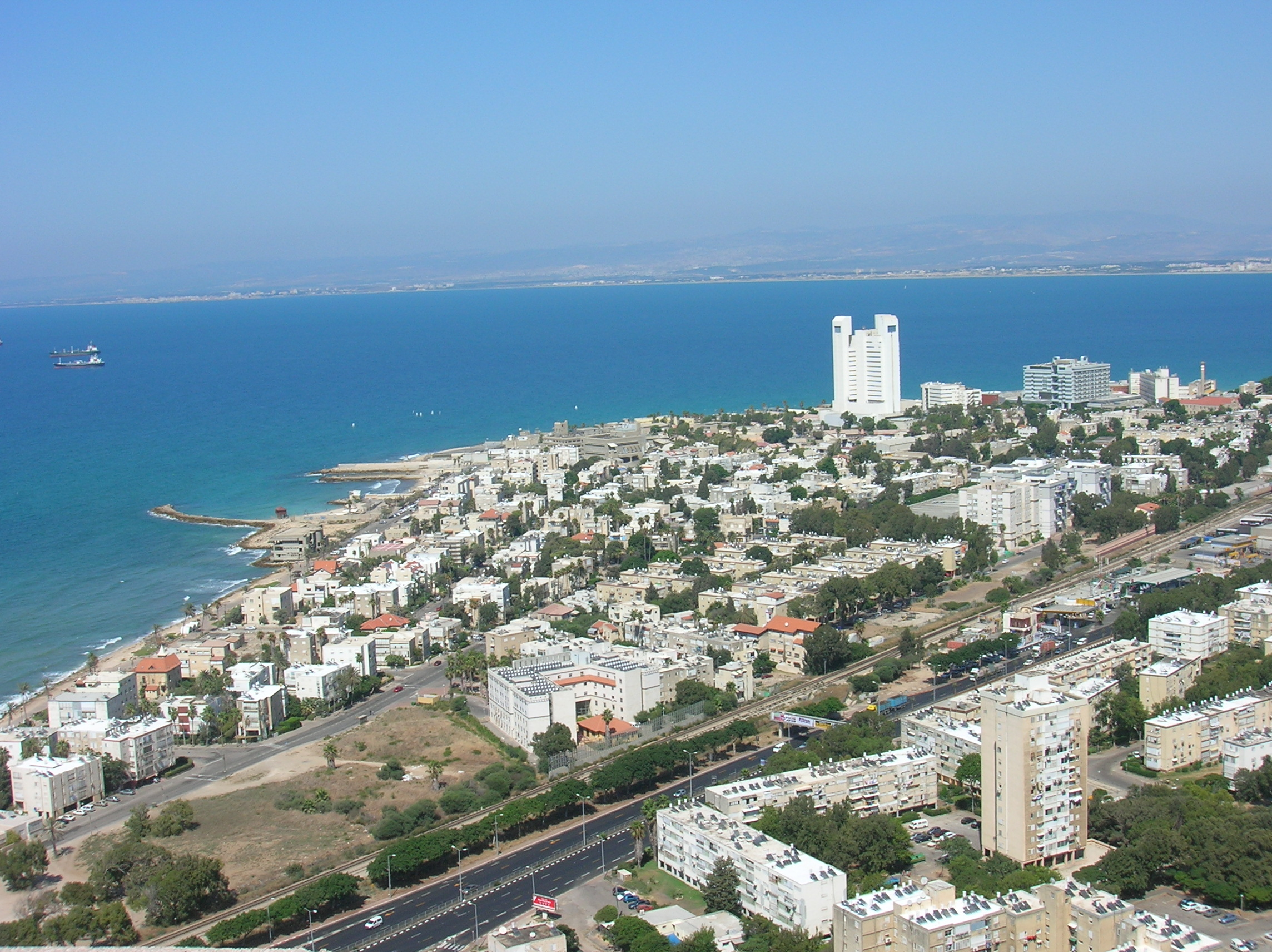
Blick über Bat Galim und die Bucht von Haifa

Bat Galim (hebräisch בַּת גַּלִּים, translit.: Bat Gallīm, d. h. „Tochter der Wellen“) ist ein Stadtteil der israelischen Stadt Haifa. Er liegt im Norden der Stadt am Fuß des Karmel am Mittelmeer. Bat Galim wurde ab 1921 nach Plänen Richard Kauffmanns nach Art einer Gartenstadt angelegt. In Bat Galim befinden sich unter anderem der ehemalige zentrale Egged-Busbahnhof, der Bahnhof Haifa – Bat Galim der Israel Railways, das Rambam-Krankenhaus, die Medizin-Fakultät des Technion und ein Badestrand.